# Itaiópolis
Itaiópolis is een gemeente in de Braziliaanse deelstaat Santa Catarina. De gemeente telt 20.551 inwoners (schatting 2009).

## Aangrenzende gemeenten
De gemeente grenst aan Doutor Pedrinho, José Boiteux, Mafra, Papanduva, Rio Negrinho, Santa Terezinha en Vitor Meireles.

## Geboren
- Airto Moreira (1941), componist en muzikant